# Никодим (Галиацатос)
Митрополи́т Никоди́м Галиаца́тос (греч. Μητροπολίτης Νικόδημος Γαλιατσάτος; 1919, Аргостолион, Кефалиния — 30 декабря 1980) — епископ Александрийской православной церкви, митрополит Леонтопольский.

## Биография
16 апреля 1950 года рукоположён в сан диакона и 7 мая 1950 года рукоположён в сан священника.
С 24 сентября по 1 октября 1961 года в составе делегации Александрийской православной церкви участвовав в работе I Всеправославного совещания на греческом острове Родос.
22 декабря 1968 года рукоположён в епископа с возведением в сан митрополита Иринопольского, ипертима и экзарха Восточной Африки. Активно занимался миссионерством.
1 декабря 1972 года избран Митрополитом Мефисским.
15 июня 1974 года избран митрополитом Центральноафриканским.
26 ноября 1976 года избран митрополитом Леонтопольским.
Скончался 30 декабря 1980 года.